# 蒙茅斯鎮區 (堪薩斯州肖尼縣)
蒙茅斯鎮區（英語：Monmouth Township）是位於美國堪薩斯州肖尼縣的一個行政鎮區。

## 地方資料
蒙茅斯鎮區的面積為147.51平方千米，當中陸地面積為146.14平方千米，而水域面積為1.37平方千米。根據2010年美國人口普查的數據，當地共有人口3021人，而人口密度為每平方千米20.48人。

## 外部連結
- US-Counties.com
- City-Data.com （页面存档备份，存于）